# MONSTER DRIVE
『MONSTER DRIVE』（モンスター・ドライブ）は日本のミュージシャン、布袋寅泰の10枚目のアルバムである。

## 解説
本作がリリースされた2005年は、当初ブライアン・セッツァーとの共同プロジェクトで活動する予定であった。しかしセッツァー側の都合により中止となり、布袋単独での急遽リリースとなった。そのプロジェクト用に制作していた楽曲を含むため、ロカビリー色の強い作品となっている。また前作のデジタルサウンドとは対極とも言えるアナログレコーディングによるサウンドで構成されている。
「魂の開放」と「真実のLIBERTY」がテーマ。布袋曰く「世の中がなんか憂鬱だから、あっけらかんとしたパーティアルバムを作りたかった」とのこと。
布袋によれば「（ギターを）いつもの3倍は弾いている」アルバムであり、「同じギタリストのブライアンが相手だから、いかに彼をギャフンと言わせるか勝負のつもりで曲を作った。やれなかったのは残念だけど、こういうフレッシュなロックンロール・ギターを弾こうって思わせてくれたのには感謝だよね」と語っている。
前作でも共演した町田康を作詞に起用。
CDにはパソコンで閲覧可能なエクストラ・データが含まれており、「LIBERTY WINGS」のプロモーションビデオ、MONSTER DRIVE号壁紙、布袋スペシャルスクリーンセーバーが収録されている。

## 録音
メインギターにグレッチの"6120SH HOT RODブライアン・セッツァーモデル"とフェンダーのテレキャスター・カスタム・ショップを使用。また現在もメインアンプのひとつとなっている"÷13"(Divided by 13)の"FTR 37"が本作で初めて使用されている。
BOØWYのアルバムや『GUITARHYTHM』から『GUITARHYTHM III』まで布袋の作品に関わっていたエンジニアのマイケル・ツィマリングが、13年振りにミックスを担当している。

## リリース
2005年6月15日に東芝EMI/ヴァージン よりリリース。当時アルバムリリースに際し、公式サイト内に特設サイトも開設された。

## アートワーク
永石勝がジャケットワークを担当。アルバムジャケットやプロモーションで使用されたペイントカー"モンスタードライブ号"は、布袋自身の愛車であったベントレーである。

## ツアー
本作のツアーは『HOTEI ROCK THE FUTURE 2005 MONSTER DRIVE PARTY!!!』と題し、2005年7月2日のZepp Sendaiを皮切りに6都市9公演が行われた。全会場がライブハウスであり、これはソロキャリアのオリジナルアルバムのツアーでは初であり、現在のところ唯一となる。
ライブの模様は7月18日のZepp Tokyo公演がライブDVD『MONSTER DRIVE PARTY!!!』（2005年）とライブアルバム『MONSTER DRIVE PARTY!!!（2005年）に、また各会場毎のアンコールがオフィシャル海賊版CD『HOTEI ROCK THE FUTURE 2005 MONSTER DRIVE PARTY!!!』（2005年）に収録されている。
また本作のアリーナ公演として『HOTEI ROCK THE FUTURE 2005　MONSTER DRIVE BIG PARTY!!!』と題し、2005年9月2日にさいたまスーパーアリーナにて開催された。こちらのライブの模様は一部の楽曲がベストアルバム『ALL TIME SUPER BEST』初回版付属のDVDに、アンコールがオフィシャル海賊版CD『HOTEI ROCK THE FUTURE 2005 MONSTER DRIVE BIG PARTY!!!』（2005年）に収録されている。
バンドメンバーはレコーディングにも参加した岸利至と鶴谷智生、布袋のプロデュースでデビューしたJET SETSの大西克巳、Ju-ken。さらに『HOTEI ROCK THE FUTURE 2005　MONSTER DRIVE BIG PARTY!!!』にはブラス・アレンジメントを担当した村田陽一、荒木敏男、菅坂雅彦、山本拓夫も参加している。
なおDVDに収録されている東京公演では布袋寅泰がバンビーナまで演奏したところオーディエンスとの息の合わなさを理由に最初から演奏を行うというレアケースになっている。

## 収録曲
| 全作曲: 布袋寅泰。 |                               |           |            |      |
| #                  | タイトル                      | 作詞      | 作曲・編曲 | 時間 |
| 1.                 | 「MONSTER DRIVE」             | 布袋寅泰  | 布袋寅泰   | 4:58 |
| 2.                 | 「IDENTITY (Album Mix)」      | 布袋寅泰  | 布袋寅泰   | 4:42 |
| 3.                 | 「PARTY♠KING」                | 町田康    | 布袋寅泰   | 4:21 |
| 4.                 | 「CHASE!!!」                  |           | 布袋寅泰   | 3:06 |
| 5.                 | 「BARBARELLA」                | 布袋寅泰  | 布袋寅泰   | 4:21 |
| 6.                 | 「BITCH」                     | 布袋寅泰  | 布袋寅泰   | 5:10 |
| 7.                 | 「火の玉BOOGIE」              | 町田康    | 布袋寅泰   | 3:50 |
| 8.                 | 「FINGER SKIPPIN' JIVE」      |           | 布袋寅泰   | 2:11 |
| 9.                 | 「LIBERTY WINGS (Album Mix)」 | 布袋寅泰  | 布袋寅泰   | 4:58 |
| 10.                | 「月光ピエロ」                |           | 布袋寅泰   | 5:07 |
| 11.                | 「永遠の花」                  | 布袋寅泰  | 布袋寅泰   | 5:17 |
| 12.                | 「MIRROR BALL」               |           | 布袋寅泰   | 4:21 |
| 13.                | 「PUSSY CAT」                 | 布袋寅泰  | 布袋寅泰   | 4:38 |
| 合計時間:          | 合計時間:                     | 合計時間: | 57:00      |      |

### 楽曲解説
1. MONSTER DRIVE
表題曲で、ブライアン・セッツァーとのプロジェクト用に制作された楽曲の1つ。布袋曰く「ブライアンの影響で、僕なりにブライアンに返そうとしたロックンロール・ナンバー[1]」。
2. IDENTITY (Album Mix)
27thシングルのアルバム・バージョン。シングル・バージョンでは打ち込みだったドラムが、こちらでは生のドラムに差し替えられている。
GC用ゲーム「スターフォックス アサルト」CMソング。
3. PARTY♠KING
4. CHASE!!!
インストゥルメンタル。
5. BARBARELLA
当アルバムの中でも特に布袋の思い入れが強い楽曲である。
妻である今井美樹がコーラスで参加。
6. BITCH
7. 火の玉BOOGIE
8. FINGER SKIPPIN' JIVE
インストゥルメンタル。
9. LIBERTY WINGS (Album Mix)
28thシングルのアルバム・バージョン。
10. 月光ピエロ
インストゥルメンタル。
11. 永遠の花
自身の長女に捧げた楽曲。
12. MIRROR BALL
インストゥルメンタル。布袋の母親が生前愛した楽曲である[2]。
11thアルバム『SOUL SESSIONS』では吉田美奈子が作詞、ボーカルで参加しリメイクされた。
13. PUSSY CAT
28thシングル『LIBERTY WINGS』のカップリング曲。

## 参加ミュージシャン
- 布袋寅泰 - ギター、ボーカル、ベース
- 岸利至 - プログラミング
- 山木秀夫 - ドラムス (#1,4,7,8,10)
- 村田陽一 - ブラスアレンジメント、トロンボーン(#1,3,4,6,7,9,13)
- Simon Hale - ストリングスアレンジメント(#10,11,12)
- Gavyn Wright - ストリングスリーダー
- 今井美樹 - バッキングボーカル (#5)
- オオエタツヤ (CAPTAIN FUNK,OE) - プログラミング (#6,9)
- 高水健司 - ベース (#3,8,10,11,12)
- 鶴谷智生 - ドラムス (#2,3,11,12)
- 西村浩二 - トランペット (#1,3,4,6,7,9,13)
- 山本拓夫 - サックス (#1,3,4,6,7,9,13)
- 荒木敏男 - トランペット (#9)
- 菅坂雅彦 - トランペット (#13)
- 仁科かおり - バッキングボーカル(#13)